# Marfontaine
Marfontaine település Franciaországban, Aisne megyében. Lakosainak száma 82 fő (2022. január 1.). Marfontaine Berlancourt, Chevennes, Franqueville, Lemé, La Neuville-Housset, Rougeries és Voharies községekkel határos.

## Népesség
A település népességének változása:
| Lakosok száma | 144  | 76   | 87   | 95   | 77   | 82   | 86   | 89   | 87   | 82   |
|               | 1968 | 1982 | 1990 | 2006 | 2013 | 2015 | 2017 | 2019 | 2020 | 2022 |